# Замок крови
«Замок крови» (итал. Danza macabra — «Пляска смерти», англ. Castle of Blood) — итальянский фильм ужасов 1964 года режиссёра Антонио Маргерити.

## Сюжет
Журналист поспорил на круглую сумму, что проведет целую ночь в старинном особняке, который местные считают проклятым. Поначалу он не замечает в огромном здании ничего подозрительного, обычный заброшенный дом, не представляющий особого интереса. Но неожиданно он встречает странную женщину, утверждающую, что она — хозяйка этого поместья и всегда жила здесь. С этого начинается серия мистических событий с участием призраков прежних обитателей замка, которые раз за разом воспроизводят перед главным героем сцены своей гибели (все эти люди окончили жизнь насильственной смертью). Вскоре журналист осознает, что и его собственная жизнь находится под угрозой.

## В ролях
- Барбара Стил — Элизабет Блэквуд
- Жорж Ривьер — Алан Фостер
- Маргарет Робсам — Джулия
- Артуро Доминичи — доктор Кармус
- Сильвано Транквилли — Эдгар Аллан По
- Сильвия Сорренте — Элси
- Джованни Чанфрилья — убийца

## Интересные факты
В 1971 году вышел ремейк данного фильма под названием «Nella stretta morsa del ragno» (The Web of the Spider), снятый режиссёром оригинала — Антонио Маргерити.